# Tegs församling
Tegs församling är en församling inom Svenska kyrkan i Södra Västerbottens kontrakt av Luleå stift. 
Församlingen ingår i Umeå pastorat och ligger i Umeå kommun, Västerbottens län.

## Administrativ historik
Tegs församling bildades 1963 genom en utbrytning ur Umeå landsförsamling och har därefter till 2014 utgjort ett eget pastorat. Från 2014 ingår församlingen i Umeå pastorat.

## Areal
Tegs församling omfattade den 1 januari 1976 en areal av 292,9 kvadratkilometer, varav 282,6 kvadratkilometer land.

## Kyrkor
- Tegs kyrka
- Röbäcks kyrka
- Röbäcks kapell